# Counter-Strike (jeu vidéo)
Pour les articles homonymes, voir Counter (homonymie).
Vous lisez un « article de qualité » labellisé en 2007.
Counter-Strike (du mot anglais counterstrike, que l'on pourrait traduire par « contre-attaque »), commercialisé sous le nom Half-Life: Counter-Strike et communément abrégé CS, est un jeu de tir à la première personne multijoueur en ligne basé sur le principe du jeu en équipe. Il s'agit d'une modification complète du jeu Half-Life de Valve, réalisée par Minh Le et Jess Cliffe, dont la première version est sortie le 9 novembre 2000.
Le jeu fait s'affronter une équipe de terroristes et d'antiterroristes au cours de plusieurs manches. Les joueurs marquent des points en accomplissant les objectifs de la carte de jeu et en éliminant leurs adversaires, dans le but de faire gagner leur équipe.
Le jeu, en version 1.6 depuis septembre 2003, a connu depuis sa sortie officielle le 9 novembre 2000 un important succès. Début 2010, Counter-Strike était encore un des jeux de tirs à la première personne les plus joués en ligne, devant des jeux plus récents tels que son évolution Counter-Strike: Source. La fréquentation du jeu finira néanmoins par baisser progressivement avec l'avènement de Counter-Strike: Global Offensive qui est aujourd'hui le jeu le plus joué de cette série.

## Système de jeu

### Principes de base
L'action des joueurs de Counter-Strike se déroule en plusieurs manches, ou rounds, d'une durée par défaut de deux minutes, sur une carte de jeu, ou map. Une équipe de terroristes affronte une équipe d'antiterroristes. L'équipe victorieuse est celle qui a rempli ses objectifs de victoire – ils varient selon la carte, on parle aussi de scénario – ou qui a éliminé tous les joueurs de l'autre équipe. À la fin du temps réglementaire, s'il n'y a pas eu victoire directe d'une des deux équipes, en fonction du scénario de la carte, l'équipe qui n'a pas accompli ses objectifs perd par élimination.
Dans la plupart des scénarios, tous les joueurs commencent avec la même quantité de points de vie et la quantité de points d'armure qu'ils ont réussi à conserver durant la manche précédente. Lorsque des dommages sont causés, par les tirs de ses adversaires ou de ses coéquipiers, ainsi que par une chute violente, les points de vie du joueur diminuent. Les tirs sont localisés (bras droit, gauche, jambe droite, gauche, torse, et tête), et causent donc plus ou moins de dommages selon l'endroit touché, en sachant qu'un tir dans la tête, ou headshot, est souvent mortel. Lorsque la totalité des points de vie est consommée, le joueur est mort.
Contrairement à la plupart des jeux de tir multijoueurs, basés sur le deathmatch, lorsqu'un joueur se fait tuer, il ne revient dans le jeu (respawn) qu'au début de la manche suivante, et non immédiatement après ; il devient entre-temps observateur, capable, selon la configuration du serveur, de suivre la suite de la manche à travers les yeux de ses coéquipiers, des joueurs adverses, ou encore en se déplaçant librement sur toute la carte, en faisant abstraction de tous les obstacles (murs, sols, plafonds). Un joueur tué n'a plus de contact avec les personnages vivants et n'a donc plus aucune incidence directe sur la poursuite de la manche.
Dans les cartes officielles, le joueur est équipé de base d'un pistolet et d'un couteau. Il peut, pendant une période limitée et dans les zones prévues à cet effet, acheter du matériel : armes à feu, gilets de protection, grenades et autres équipements utiles dans certaines conditions de jeu (kit de désamorçage, lunettes de vision nocturne, etc.).
Chaque joueur commence la partie avec 800 dollars ($), somme par défaut qui n'est pas assez élevée pour acheter directement un matériel puissant. Puis au cours des manches, le joueur gagne de l'argent s'il tue un ennemi, s'il remplit une condition de victoire, si son équipe gagne la manche, s'il pose la bombe et que celle-ci explose, s'il libère un otage ou lui ordonne de le suivre. Au contraire, il peut perdre de l'argent s'il tue l'un de ses coéquipiers ou un otage. La somme d'argent maximale est de 16 000 $.
En plus du score par équipe, chaque joueur se voit attribuer un score individuel. Celui-ci prend en compte le nombre de frags et le nombre de morts, que l'on appelle le ratio. Les frags dans Counter-Strike sont légèrement différents de ceux de nombreux jeux de tir à la première personne : ils augmentent dans le jeu de deux manières, en tuant ses adversaires et en complétant les objectifs de victoire. Ainsi, par exemple, un tué donne un frag, une explosion ou un désamorçage de bombe donnent trois frags. Le nombre de morts correspond quant à lui au nombre de fois qu'un joueur a été tué. Un joueur au niveau de jeu élevé a en fin de partie plus de frags que de morts.

### Contrôles et interface
Counter-Strike est un jeu de tir à la première personne se jouant au clavier et à la souris, ses contrôles et son interface reprennent largement ceux de Half-Life. Le clavier est employé pour la majorité des actions – les déplacements (courir, sauter, s'accroupir, …), la gestion de l'équipement (changer d'armes, les jeter, les recharger, allumer la lampe torche, …) et la communication (écrite ou orale). La souris sert à diriger la vue subjective et l'arme, à l'aide du viseur immobile au milieu de l'écran, mais aussi, et principalement, à faire feu sur l'ennemi d'un clic gauche. Le joueur peut aussi activer la fonctionnalité secondaire de l'arme avec un clic droit tel un zoom pour un fusil de précision, un silencieux lorsque l'arme est prévue pour cela, etc. Si la souris est également équipée d'un bouton central ou d'une molette, il est possible de changer d'arme en faisant tourner la molette ou de recharger en appuyant sur le bouton central ou sur la molette.

Reproduction de l'interface de Counter-Strike.

Une interface est affichée à l'écran pendant le jeu. Celle-ci est composée de différents éléments répartis sur la périphérie de l'écran. Dans le coin supérieur gauche se trouve le radar, qui montre la carte vue de dessus ainsi que les joueurs de son équipe. Dans Counter-Strike: Source, il montre également la position des joueurs adverses qui sont dans le champ de vision des membres de son équipe, ainsi que la position de la bombe si elle se trouve dans le champ de vision d'un de ses coéquipiers. Pour le reste, on trouve en haut à droite de l'écran une lampe torche qui s'allume lorsque celle-ci est activée. En bas de l'écran, le joueur peut voir ses points de vie, ses points d'armure, ses munitions restantes, son argent et un compte à rebours indiquant le temps restant avant la fin de la manche.
D'autres éléments n'apparaissent que lorsque le joueur appuie sur une touche dédiée. Ainsi, lorsque le joueur appuie sur une touche de changement d'arme, un discret menu de sélection des armes et de l'équipement (qui peut être désactivé) apparaît en surbrillance en haut de l'écran et montre les différentes pièces de son arsenal et permet de passer de l'une à l'autre visuellement. Les pièces défilent les unes après les autres à l'aide de la molette de la souris, dans l'ordre suivant : arme principale, arme secondaire, couteau, grenade et bombe. Lorsque le joueur appuie sur la touche de menu d'achat, et s'il se trouve dans la zone de départ pendant les premières secondes de la manche, le menu d'achat s'ouvre. Il montre toutes les armes et pièces d'équipements avec leur prix et leurs détails et permet au joueur d'acheter ce dont il a besoin. La fenêtre de score montre tous les joueurs, alliés et ennemis, en les classant en fonction de leur nombre de frags et de décès. Le ping des joueurs est également affiché. Il existe de nombreux autres menus qui permettent de dialoguer avec une console, de changer d'équipe, d'apparence, etc.

### Scénarios et cartes de jeu
Les cartes sont classées par type de scénario, chacun définissant des conditions de victoire spécifiques. Les deux scénarios les plus joués sont le Bombe / Désamorçage (carte de type « de_ », pour defuse) et la Libération d'otages (carte de type « cs_ », pour counter strike). Dans le premier, le but des terroristes est de placer une bombe dans une des deux zones définies (zone A et zone B) et d'empêcher les antiterroristes de désamorcer la bombe. Celle-ci explose au bout de 45 secondes, donnant la victoire immédiate aux terroristes. Si la bombe est désamorcée, si tous les terroristes sont tués (quand la bombe n'a pas été posée) ou si la bombe n'a pas explosé à la fin de la manche, la victoire revient aux antiterroristes. La bombe est attribuée à un terroriste aléatoirement à chaque début de manche, et les antiterroristes peuvent acheter un kit de désamorçage qui réduit de moitié le temps nécessaire au désamorçage. Lors de l'explosion, tous les joueurs se trouvant dans la zone de déflagration sont tués. Quant au scénario de Libération d'otages, le but des antiterroristes est d'y trouver un groupe d'otages protégés par les terroristes et de les libérer. La victoire leur revient s'ils en libèrent au moins la moitié. Les terroristes quant à eux remportent la manche en éliminant tous les antiterroristes et en évitant le sauvetage des otages. Le groupe d'otage est placé sur le lieu de départ des terroristes ; une des stratégies est donc d'y rester et d'y attendre les antiterroristes. Les antiterroristes gagnent de l'argent en libérant les otages et les deux camps en perdent en les tuants
Les deux autres scénarios, beaucoup moins joués, sont l'Assassinat (carte de type « as_ », pour assassination) et la Fuite (carte de type « es_ », pour escape). Dans le premier, un des membres de l'équipe antiterroriste prend aléatoirement le rôle en début de manche d'un V.I.P.. Le but de l'équipe est de garder vivant ce personnage jusqu’à une zone définie de la carte. Si le V.I.P. est éliminé par les terroristes, les antiterroristes perdent la manche. Le V.I.P. est unique et son apparence ne ressemble à aucune de celles des autres personnages ; il est donc facilement repérable par les terroristes. Le V.I.P. dispose d'un pistolet et d'un couteau, d'un gilet pare-balles de 200 points d'armure au lieu des 100 habituels et d'un casque. Quant au scénario de la Fuite, les terroristes y débutent dans une zone fortifiée et doivent s'en échapper pour rejoindre une zone définie de l'autre côté de la carte. Si au moins 50 % de l'équipe réussit à s'enfuir, l'équipe terroriste est victorieuse.
Mais outre ces quatre scénarios, il existe de nombreux autres types de cartes. De plus, à l'opposé des cartes conçues par la communauté de joueurs à l'aide du Valve Hammer Editor (on parle de mapping), il existe vingt-deux cartes dites officielles, réalisées par les développeurs du jeu : as_oilrig, cs_747, cs_assault, cs_backalley, cs_estate, cs_havana, cs_italy, cs_militia, cs_office, cs_siege, de_airstrip, de_aztec, de_cbble, de_chateau, de_dust, de_dust2, de_inferno, de_nuke, de_piranesi, de_prodigy, de_storm, de_survivor, de_torn, de_train et de_vertigo. Ces cartes se démarquent par leurs côtés tactique et technique assidûment étudiés, ainsi que le parfait équilibrage entre les deux camps dont elles font preuve.

### Personnages
Il existe huit personnages jouables, répartis en deux camps adverses : les terroristes (les terros) et les antiterroristes (les CTs, pour contre-terroriste). Les quatre types d'antiterroristes sont la copie conforme de groupes d'intervention et de forces spéciales connus et appartenant chacun à une nation, alors que les terroristes ne sont tirés d'aucun groupes réels existant ou ayant existé. Les personnages ne se différencient sur aucune caractéristique, faculté et autre talent (on ne parle donc pas de classe de personnage), mais uniquement sur leur apparence. Chaque personnage a en effet un habillage (plus communément appelé skin) différent, s'adaptant plus ou moins au paysage de la carte de jeu dans une optique de camouflage.
Dans le camp des antiterroristes, le joueur peut choisir parmi les quatre groupes suivants : le GIGN, ou Groupe d'Intervention de la Gendarmerie Nationale, qui n'est composé que de l'élite des forces spéciales françaises (théâtre d'opérations national). Sa devise : « Sauver des vies au mépris de la sienne » ; le SAS, ou Special Air Service, qui sont les forces spéciales britanniques fondées pendant la Seconde Guerre mondiale. Sa devise : « Who dares wins » (« Qui ose gagne ») ; le SEAL Team Six, ou Navy SEAL, qui est une unité américaine de forces spéciales de nageurs de combat. Sa devise :  « La seule journée facile c'était hier » ; le GSG 9, ou Grenzschutzgruppe 9, qui est un groupe d'intervention allemand né après la prise d'otages des Jeux olympiques de Munich en 1972. Le camp des terroristes est quant à lui constitué de l'Unité d'élite, des Vengeurs Arctiques, du Guerilla et du Connexion Phoenix, qui sont des groupuscules fictifs.
Dans Counter-Strike, il existe également deux autres types de personnages, apparaissant uniquement dans deux types de scénarios. Ainsi, le VIP est un personnage incarné par un joueur aléatoire faisant partie de l'équipe des antiterroristes. Il est muni d'un pistolet et d'un couteau, d'un gilet pare-balles de 200 points d'armure et d'un casque. Il doit être évacué vivant pour que l'équipe gagne. Il n'est présent que sur les cartes de type « as_ ». Quant à l'otage, c'est un personnage à secourir par les antiterroristes sur les cartes de type « cs_ » afin de remporter la manche. Ils sont en général aux nombres de quatre, et se tiennent sur le lieu de départ des terroristes. Ils sont gérés par l'ordinateur.

### Armes et équipement

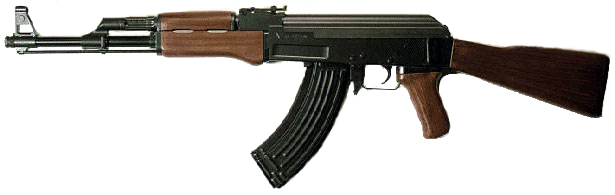
L'AK-47, une des armes terroristes les plus utilisées.

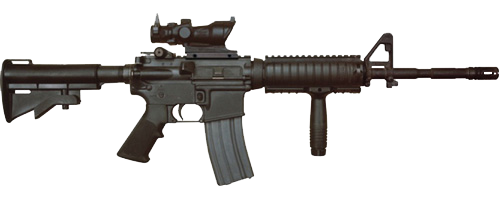
Le Colt M4, une des armes antiterroristes les plus utilisées.

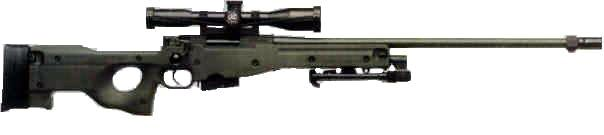
L'AWP ou, la L96 fusil de précision très populaire dans les séries de Counter-Strike.

Dans Counter-Strike, les armes sont réparties en trois catégories : armes principales (fusils à pompe, pistolets mitrailleurs, fusils d'assaut, fusils de précision et mitrailleuses), armes secondaires (pistolets) et arme de corps à corps (couteau). Les pistolets présents dans le jeu sont le HK USP, le Glock, le Desert Eagle, le Sig-Sauer P228, le FN Five-seveN et le Beretta 92. Seuls les fusils à pompes Benelli M3 Super 90 et Benelli M4 Super 90 sont présents dans le jeu. Au niveau des pistolets-mitrailleurs, les modèles du HK MP5, du HK UMP, du FN P90, du Ingram MAC et du Steyr TMP sont utilisés. Quant aux fusils d'assaut, ce sont le Colt M4, le AK-47, le Steyr AUG, le SIG-552, le IMI Galil et le FA-MAS. Enfin au niveau des fusils de précision, la Steyr Scout, l'Accuracy International AWP, le HK G3 et le SIG-550 ont été choisis. Le modèle FN Minimi est le seul modèle à être utilisé en tant que mitrailleuse légère.
L'arsenal du joueur ne contient qu'une arme de chaque catégorie. Certaines armes disposent de deux modes de fonctionnement (avec ou sans lunette de visée, ou encore la possibilité de modifier le mode de tir : rafale ou semi-automatique par exemple), changeables d'un clic droit de souris. Enfin, certaines armes ne sont disponibles qu'en fonction du camp choisi par le joueur. Les armes montrent des qualités diverses : la fréquence de tir, la puissance de feu, la précision, la force de recul, le poids et le prix d'achat. Le profil et le prix d'achat de chaque arme est différent, permettant l'équilibre de jeu général et assurant que les armes faibles soient également attirantes.
Les armes du jeu ont été reproduites à partir d'armes réelles, auxquelles Valve a attribué des noms fictifs en raison des droits sur celles-ci. Cependant, ces noms restent proches des originaux : Par exemple, le SIG-552 s'appelle Krieg 552 et le Colt M4A1 est devenu Maverick M4A1et  l'Ak47 est devenue le CV-47.

## Techniques de jeu
Les techniques de jeu sont très importantes dans Counter-Strike. C'est ce qui influencera votre score final. Le niveau technique d'un joueur est appelé "skill".

### Choix de la tenue
Certaines techniques permettent d'améliorer les performances d'un joueur. La chance peut bien sûr intervenir de manière ponctuelle, mais n'a que peu d'impact sur les performances d'un joueur dans le temps : elle permet surtout de varier les situations.
Choisir sa tenue permet de se camoufler et d'avoir ainsi moins de chances d'être repéré par l'ennemi. Les personnages antiterroristes auront de préférence une tenue de couleur vert clair du SEAL Team Six, noir foncé du SAS ou bleu marine du GIGN, ou bien du GSG 9 plutot basé sur des couleurs sombres. Une tenue peut également induire l'adversaire en erreur. Ainsi, il est judicieux pour un terroriste de choisir la tenue du Connexion Phoenix, car la partie haute (veste et cagoule noires) ressemble à celle des antiterroristes.

### Choix de l'arme
Le choix de l'arme peut également s'avérer décisif. Chaque arme a en effet ses caractéristiques propres en termes de précision, de puissance de feu, de force de recul, de caractéristiques spéciales (silencieux, lunette de visée, etc.) de prix… Ainsi, dans les situations où le joueur dispose de peu d'argent, il peut être intéressant d'acheter un Desert Eagle (gros calibre). L’inconvénient principal de ce pistolet est qu'il ne contient que 7 balles, mais sa puissance de feu est similaire à celle des fusils d’assaut. Le MP5 est également peu onéreux, et dispose ainsi d'un bon niveau rapport qualité/prix car ses tirs sont assez précis. D'autres armes incontournables sont les fusils d’assaut, qui ont une excellente puissance de feu (ils permettent de tirer à travers les parois, caisses et portes). Par exemple, l’AK-47 des terroristes est le fusil le plus puissant mais seules les 3 premières balles tirées en rafale sont précises. Le Colt M4 des antiterroristes est un fusil puissant et avec peu de recul. C’est une arme qui augmente encore sa valeur lorsqu'on l'utilise avec son silencieux (car l’ennemi entend moins les tirs). Enfin, pour sniper, le joueur a le choix entre la très connue AWP, qui tue la plupart du temps en une seule balle, et les snipers automatiques moins puissants, moins précis, plus onéreux mais permettant de tirer plusieurs coups d’affilée.

### Techniques de tir
Cependant avoir une bonne arme n'est utile que si le tir est maîtrisé. Le tir est la base du jeu et conditionne donc directement l'efficacité du joueur. Counter-Strike est un jeu dans lequel les armes ont toutes du recul, réduisant ainsi de manière importante la précision des tirs en rafale. À bout portant ou à faible distance, le joueur pourra tenter de tirer en continu car il sera relativement assuré de toucher l’adversaire. Par contre, à moyenne ou longue distance, le tir par à-coups se révèle bien plus payant car plus précis. Le joueur augmentera ses chances de succès tout en évitant une panique amenant la plupart du temps à décharger son arme pour finalement ne toucher personne. Au contraire, le joueur gagnera souvent à prendre le temps de viser les parties vitales de l’ennemi (torse et tête). Certains joueurs visent le cou en comptant sur l'effet de recul pour que la deuxième balle tirée atteigne la tête.

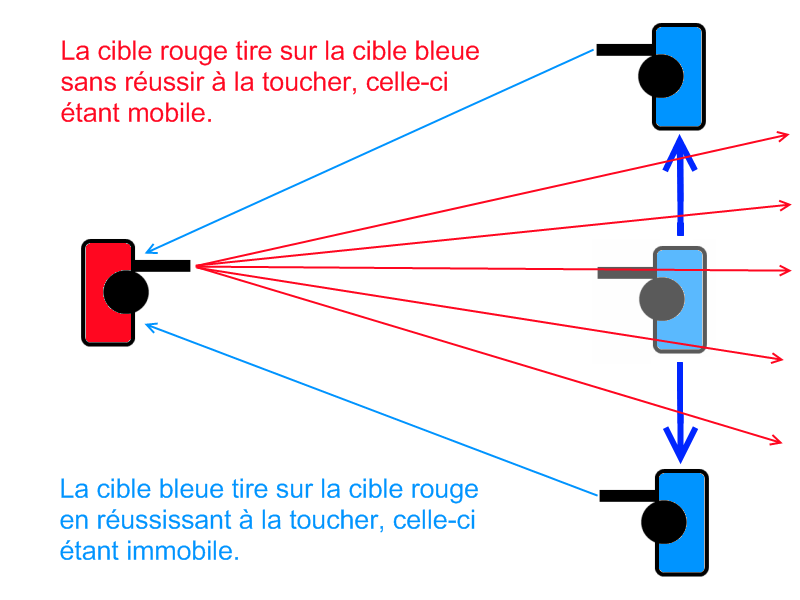
Illustration de la technique du strafing.

Pour pouvoir placer son tir, il est important de se déplacer de manière adéquate : la manière dont le joueur enchaîne ses mouvements (saut, s'accroupir, déplacements latéraux, etc.) influence son efficacité. Par exemple, la position accroupie lors des tirs permet d’avoir une meilleure précision (surtout pour les pistolets) et réduit la taille de la cible vue de l'adversaire. Il est également possible de se servir d’un élément du décor de la carte (mur, caisse…) pour se protéger. Autre technique de protection utilisée par beaucoup de joueurs : sauter au moment d'arriver dans une zone à risque. Cela peut être valable à condition que le joueur soit capable de viser de manière précise pendant son saut (difficile) ou immédiatement après sa réception. Le tir croisé (deux joueurs tirent sur une même cible) est également intéressant, car se regrouper augmente la puissance de feu tout en plaçant l'adversaire dans une situation qu'il aura forcément plus de mal à gérer (plusieurs cibles à gérer en même temps). Certains joueurs entraînés utilisent la technique du « strafing » (déplacement latéral tout en tirant). Cette technique consiste à bouger de gauche à droite rapidement, tout en tirant vers l’adversaire au moment d'arrêt, en s'arrêtant l'arme du joueur redevient précise contrairement au moment où il se déplace latéralement. Lorsqu'elle est maîtrisée, cette technique s'avère assez efficace car le joueur représente une cible mobile donc plus difficile à atteindre. Mais il faut de l’entraînement pour « strafer » tout en tirant de manière précise. Sur un autre plan, un joueur aguerri saura prendre la décision de fuir quand il constate que les ennemis sont trop puissants ou trop nombreux : il pourra par exemple tenter de les prendre à revers.

### Connaissance de la carte
Une bonne connaissance de la carte peut être déterminante entre deux joueurs de même niveau. Un joueur souhaitant s'améliorer peut tenter d'apprendre les caractéristiques de la carte par cœur : les recoins, les zones dangereuses, les emplacements de bombe, les positions probables des ennemis, les chemins pour accéder à un même lieu… Le joueur pourra ainsi anticiper bien des mouvements ennemis, en déduira où et comment bien attaquer, rusher et se mettre à couvert quand il le faut. Ainsi, un terroriste pourra choisir le meilleur chemin le menant à l’emplacement de la bombe en fonction des positions des ennemis.

### Utilisation du radar
Avoir une vision « élargie » de l'environnement est également décisif. Un débutant aura tendance à se focaliser principalement sur les ennemis directement visibles dans son champ visuel. Un joueur ayant plus d'expérience parvient à avoir une vision plus large de sa situation. Pour cela, il utilisera plus d'informations. Premièrement, le son peut jouer un rôle important. Il donne des indications sur la position, l'éloignement et le contexte. Entendre des tirs permet bien évidemment de savoir que l'on approche d'une « zone à risque ». De manière plus subtile, si le joueur entend un bruit de pas dans le sable alors qu'il se trouve à l'intérieur d'un bâtiment, il pourra en déduire que quelqu'un se trouve à l'extérieur. S'il pense à ce moment-là à consulter le radar, et qu'il ne voit personne, il saura que c'est un ennemi (le radar ne montrant pas la position des ennemis). Le radar est une source d'information souvent négligée par un joueur débutant. Or c'est une source d'informations capitales : il permet notamment d'éviter de faire un tir réflexe sur un coéquipier surgissant à l'improviste ; le radar aurait permis de le voir arriver. Il permet de voir les zones où des équipiers se font tuer et donc d'éviter d'arriver dans la même zone sans méfiance. Observer ses équipiers (via le radar ou en vision directe) permet également de déduire beaucoup d'informations sur son environnement. On peut ainsi savoir si les arrières sont couverts, si certaines zones sont protégées, ou tenter de déduire la position des ennemis en fonction des mouvements et des positions de ses équipiers.

### Stratégies de groupe
Les techniques ci-dessus sont des techniques individuelles. Or, c'est grâce à la formation d'équipes (professionnelles ou amateurs, les teams) qu'est apparue la notion de stratégie de groupe. Là où un joueur isolé doit improviser seul, les équipes permettent d'établir des plans et d'agir de manière concertée. Ainsi des manœuvres basiques comme la courte échelle permettent dorénavant d'éviter de longs détours sur certaines cartes. Un groupe peut également devenir entièrement silencieux si tous ses membres marchent au lieu de courir, ce qui est indispensable lorsqu'un autre groupe chargé de faire diversion fait volontairement du bruit. Il devient possible d'établir des plans d'offensive – des logiciels entièrement conçus pour cela existent – en organisant par exemple des diversions pour déstabiliser la défense adverse qui serait éventuellement tentée d'abandonner certaines positions pour mieux se focaliser sur le leurre, ou bien de couvrir certaines positions en s'assurant qu'aucun chemin n'est laissé sans surveillance. À chaque perte d'un de ses membres, l'équipe peut réagir en conséquence, car chaque joueur sait où se trouvent ses coéquipiers.

## Histoire du développement
À la sortie de Quake II apparaît un nouveau mod : Action Quake 2. Minh Le, plus connu sous le nom de Gooseman, travaille dans l'équipe du jeu en tant que modeleur 3D, mettant au point notamment les personnages, ainsi qu'en tant que codeur. Jess Cliffe, de son côté, rejoint le site officiel en 1998 pour participer à la création de cartes. C'est ainsi que les deux concepteurs se rencontrent.
Minh Le a alors envie de créer son propre mod, mêlant armes, contre-terrorisme et multijoueur en ligne, dans le seul but de divertir la communauté gratuitement. Il expose son idée à Jess Cliffe qui, enchanté, le rejoint en tant que webmaster dans un premier temps. C'est d'ailleurs ce dernier qui trouvera le nom « Counter-Strike ». Au même moment sort un nouveau jeu, Half-Life. Accompagné d'un kit de développement, permettant la création de cartes, de décors, de personnages …, ils se tournent vers cette solution.
Le développement du jeu commence alors, sans budget, mais avec un moteur de jeu fourni gratuitement, le GoldSource. Sur leur temps libre, Minh Le s'occupe de la modélisation et de la programmation, alors que Jess Cliffe se charge de la 2D, des sons, du logiciel d'installation et du site Web, qui permet au mod de se faire connaître. Les cartes de jeu sont quant à elles réalisées par des mappeurs de Team Fortress que Minh Le a débauchés, ainsi que par la communauté de fans qui se forme progressivement autour du jeu.
La première bêta du mod sort le 19 juin 1999. Le jeu commence alors à vraiment faire parler de lui sur Internet. Les deux concepteurs sont très à l'écoute des joueurs et corrigent très rapidement les bogues rapportés, tout en ajoutant au jeu les fonctionnalités qui leur sont suggérées. Les versions du jeu s'enchaînent ainsi à vive allure, parfois séparées de moins d'une semaine. À cette époque, le mod est déjà le jeu en ligne le plus joué, bien plus que de gros jeux commerciaux comme Quake III et Unreal Tournament.
Valve Software — l'éditeur de Half-Life —, ayant entendu parler du jeu, propose alors de racheter les droits du jeu, ce qu'acceptent Minh Le et Jess Cliffe, qui sont d'ailleurs recrutés en tant que programmeurs et concepteurs de jeu vidéo par la société. La version définitive, la 1.0, sort le 9 novembre 2000, sous le nom « Half-Life : Counter-Strike », signée Valve. Le jeu reste gratuit, mais nécessite, comme il était prévu dès le début du développement, de posséder une version du jeu original, c'est-à-dire Half-Life.
Les parties multijoueurs de Counter-Strike sur Internet fonctionnent à l'origine avec le service World Opponent Network (WON), qui a été fermé en 2004 avec l'arrivée de la version 1.6 du jeu, forçant les joueurs à passer sur la plate-forme Steam. Toutefois, une importante quantité de joueurs de Counter-Strike 1.5 ayant refusé le passage à la distribution Steam qu'a subi Counter-Strike avec sa version 1.6, sont restés fidèles à leur version, et face à cette obligation qui impliquait de nombreuses communications publicitaires, quelques joueurs ont créé leur propre service, appelé « WON2 ». Quel que soit le moyen de connexion, Counter-Strike réunit en 2008 l'une des plus grandes communautés de joueurs au monde.
Après le passage à la plate-forme Steam, il est possible d'acheter et de télécharger le jeu seul pour 10 euros. Valve continue plusieurs années après la sortie du jeu de patcher son jeu.

## Accueil et suites

### Accueil des critiques
La presse vidéoludique a très bien accueilli Counter-Strike. Metacritic relève une note moyenne de 88 % avec une note maximale de 100 %. GameRankings relève quant à lui une note moyenne de 89 % avec une note également maximale de 100 %. Gamekult note le jeu 9/10, GameSpot lui donne un 8,4/10 et GameSpot lui attribue un 9/10. « À posséder, tout simplement », conclut Gamekult.
Les journalistes qualifient son gameplay d'excellent et soulignent que la réalisation est plus que correcte pour un simple mod. Ils remarquent également les armes nombreuses et variées, et les scénarios diversifiés. Les qualités graphiques et sonores du jeu, sans être exceptionnelles, sont convenables pour l'époque. Enfin, ils applaudissent à la gratuité du jeu, au succès obtenu auprès des joueurs et au nombre de serveurs disponibles. Ils critiquent néanmoins quelques bugs à la sortie du jeu et des parties parfois monotones.
Counter-Strike a également remporté plusieurs récompenses et s'est hissé dans plusieurs classements, chronologiquement :
- Best Online Game (2000) — Gaming Age[28]
- Action Game of the Year (2000) — Gamepen.com[29]
- Action Game of the Year (2000) — Actiontrip.com[29]
- Online Game of the Year (2000) — GameSpot UK and US[29]
- Special Award for Multiplayer Gaming (2000) — GameSpy[29]

- Action Game of the Year (2000) — GameSpot, Choix des lecteurs[29]
- Game of the Year (2000) — VoodooExtreme, Choix des lecteurs[29]
- Best Multiplayer (2000) — Electronic Playground[29]
- Revolutionary PC Game (2000) — Game Revolution[29]
- Best Online Game (2000) — Game Revolution[29]
- Online Game of the Year (2000) — Computer Games[29]
- Game of the Year (2000) — Gamers.com[29]
- Best Multiplayer Game (2001) — Game Developer Spotlight Awards[29]
- Special Achievement in Gaming (2001) — Game Developer Spotlight Awards[29]
- Game Innovation Award (2001) — Game Developers Choice Awards[31]
- Rookie Studio Award (2001) — Game Developers Choice Awards[32]
- 29e dans le GameSpy's 2001 Top 50 Games of All Time — GameSpy[33]
- 83e dans le IGN's 2003 List of 100 Greatest Games of All Time — IGN[34]
- 49e dans le GameFAQ's 2005 Top 100 Games of All Time — GameFAQ's[35]
- 71e dans le IGN's 2005 List of 100 Greatest Games of All Time — IGN[36]
- 12e dans le Top 2007 des 105 meilleurs FPS de tous les temps — NoFrag[37]

### Succès et influence

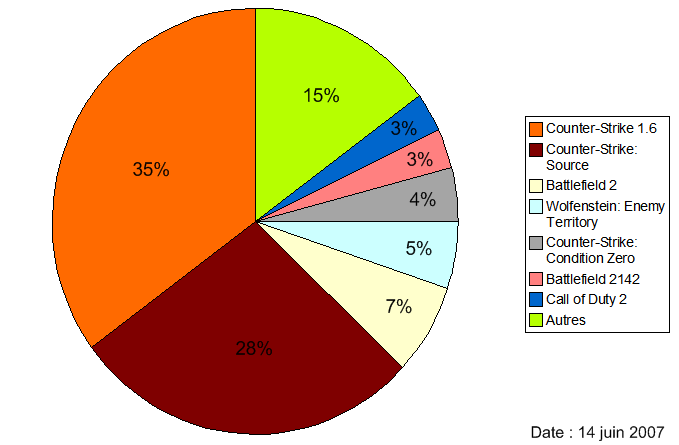
Répartition des joueurs de jeu de tir à la première personne en juin 2007 sur PC : Counter-Strike en tête.

Counter-Strike est devenu, dès la sortie de sa première bêta en 1999, le jeu de tir à la première personne multijoueur en ligne de référence. En 2007, presque dix ans après sa sortie, c'était encore le jeu le plus joué sur Internet.
La première raison de ce succès est due au jeu original, Half-Life, sorti en novembre 1998. Utilisant une version modifiée du moteur de jeu Quake engine d'id Software, ce dernier reçoit de nombreux prix et récompenses. Les ventes du jeu augmentent très rapidement, et la communauté de joueurs s'agrandit très vite. Arrive ensuite un nouveau mod, du nom de Counter-Strike, en téléchargement gratuit. Ainsi, le jeu se fait facilement connaître et un grand nombre de joueurs y ont accès. Le prix de Half-Life baisse, le rendant plus accessible, et le bouche à oreilles comme la promotion du jeu — présenté comme le successeur de Quake 2 — dans les salles de jeu en réseau le font connaitre aux amateurs du genre.
Une autre raison à son succès réside dans la configuration matérielle minimum requise. Le moteur de jeu étant celui-ci de Half-Life, l'ordinateur nécessaire pour jouer est en adéquation avec l'époque, un pentium équipé d'une carte graphique standard suffit. Également, le principe du jeu est simple et prenant. Une partie est rapide et ne demande pas beaucoup de temps libre, ce qui est parfaitement adapté aux salles de jeux en réseau, où, pour une somme modique, les joueurs se réunissent quelques heures entre amis pour jouer à Counter-Strike. La dernière raison du succès de Counter-Strike, qui reste avant tout un jeu en ligne, est l'explosion des abonnements ADSL dans le monde, et notamment en Europe, dans les années 2000. L'arrivée massive de nouveaux internautes induit potentiellement de nouveaux joueurs en ligne, et ainsi la communauté du jeu continue d'augmenter. Le « gamerboom » s'est d'ailleurs étendu, grâce à la progression de l'ADSL, vers un autre type de jeu en ligne, le jeu en ligne massivement multijoueur.
Counter-Strike, dans sa version 1.5, est pendant plusieurs années le jeu multijoueurs le plus joué. À l'été 2001, le jeu comptabilise 9 000 serveurs sur Internet. Le 26 avril 2002, sur le site web Clubic.com, 60 000 téléchargements de Counter-Strike 1.4 ont eu lieu en une seule journée. En 2007, GameSpy comptabilise en moyenne 85 000 joueurs simultanément, et cela quelle que soit l'heure de la mesure, ce qui représente 35 % des joueurs de jeu de tir à la première personne sur Internet. Toujours d'après GameSpy, toutes les versions confondues de Counter-Strike (CS1.6, CS:CZ et CS:S) compte environ 167 471 joueurs, soit 67 % des joueurs de jeu de tir à la première personne sur Internet. Depuis, avec les statistiques fournies par Valve grâce à Steam, on sait que le nombre de joueurs oscille entre 150 000 et 300 000 à tout instant de la journée (3 millions de joueurs uniques par mois en moyenne), alors que le nombre de serveurs varie entre 100 000 et 150 000. Un joueur est donc toujours sûr de trouver quelqu'un avec qui jouer, ce qui est en soi une autre raison de la popularité du jeu, en plus d'en être la preuve. Début 2009, le jeu a laissé sa première place de jeu de tir à la première personne en ligne a son remake Counter-Strike: Source, avec une moyenne de 30 000 joueurs en temps réel contre 35 000 joueurs pour Counter-Strike: Source. Le jeu reste néanmoins l'un des jeux les plus pratiqués sur Internet.
Counter-Strike a influencé d'autres mods, comme Tactical Ops: Assault on Terror, mod d'Unreal Tournament, ainsi que de vrais jeux, comme Global Operations ou Soldier of Fortune II: Double Helix. Le jeu est aussi devenu un vrai phénomène culturel. Des bandes dessinées en ligne, tel que Concerned, et de nombreuses vidéos, comme celles de Pure Pwnage, sont également apparues sur Internet, faisant référence au jeu, au fur et à mesure que celui-ci faisait succès. Des produits dérivés existent également : figurines, autocollants, tee-shirts, affiches. Le jeu vidéo fait également l'objet de compétitions dont les médias se font l'écho et des adaptations cinématographiques se multiplient. On assiste également à l'avènement d'une nouvelle forme d'addiction, le « jeu compulsif ».

### Première place en e-Sport

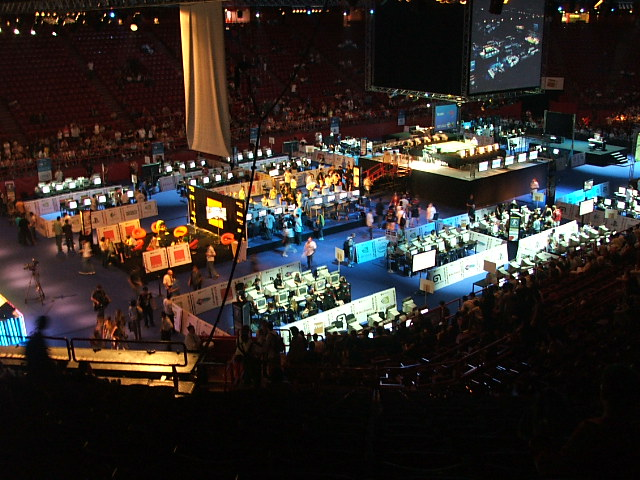
L'ESWC au palais omnisports de Paris-Bercy, où ont lieu une compétition hommes et femmes de Counter-Strike.

Après Quake et StarCraft qui provoquent l'émergence du sport électronique, Counter-Strike en est un moteur. Le sport électronique regroupe plusieurs aspects de l'esprit sportif – travail d'équipe, concurrence, égalité des chances, entraînement – et avec son succès, il est logique que le jeu ait donné à un grand nombre de joueurs l'envie de compétition. Ainsi des équipes, ou teams, naissent sur Internet, composées en général de cinq joueurs, dans le but de s'affronter dans des matchs. Lorsqu'il y a des résultats concluants, ces équipes se développent réellement, avec entraîneurs, managers, sponsors et entraînements réguliers jusqu'à devenir de véritables clubs. De sorte que dès 2001, en Scandinavie, en Allemagne, aux Pays-Bas, au Royaume-Uni et en France, apparaissent les premières équipes professionnelles, qui parcourent le continent européen pour disputer des matches parrainés par de grandes entreprises. Le phénomène s'est ensuite exporté aux États-Unis, où l'on trouve les premiers tournois à très grosses récompenses (premier prix montant à 150 000 $). Depuis, des associations se sont formées, pour réunir les professionnels et favoriser l'émergence du sport électronique. Il y a ainsi plusieurs ligues professionnelles en ligne de sport électronique, comme la Cyberathlete Amateur League (CAL) ou la CyberEvolution. De grandes compétitions ont lieu aux États-Unis, en Europe et en Asie, comme la Cyberathlete Professional League (CPL), l'Electronic Sports World Cup (ESWC), la World e-Sports Games (WEG) et la World Cyber Games (WCG). Les matchs de ces championnats, tels de grands évènements, sont commentés, analysés et parfois même retransmis à la télévision. De ces évènements sont nées de grandes équipes, au parcours souvent mythique, comme la SK Gaming ou l'équipe française aAa.
Dans ces compétitions, seules les cartes de type « de_ » sont utilisées : une équipe doit poser une bombe, l'autre l'en empêcher. Les cartes jouées varient suivant la compétition, mais les cinq principales sont de_dust2, de_tuscan, de_train, de_nuke et de_inferno. Pour rendre les parties plus dynamiques, les manches durent au maximum 2 minutes.
Counter-Strike est pendant plusieurs années le jeu de tir à la première personne phare des LAN-party et des compétitions internationales. Jusqu'aux années 2010, sa suite principale Counter-Strike: Source n'arrive d'ailleurs pas à s'imposer. Ceci était un problème majeur pour les organisateurs de ces compétitions, qui avaient de plus en plus de mal à trouver des sponsors dans le milieu de l'informatique. En effet, la première version de Counter-Strike date de 1999, fonctionne sur des configurations peu puissantes et attire de moins en moins les nouveaux joueurs.
Cependant Counter-Strike: Source est un jeu officiel des Championship Gaming Series depuis 2007 et commence à être adopté par la plupart des compétitions. Ainsi l'Electronic Sports World Cup 2011 accueillera Counter-Strike: Source pour la première fois, tout en conservant ses épreuves masculines et féminines de Counter-Strike. D'autres évènements, comme la DreamHack et la World Cyber Games, continuent d'organiser des épreuves exclusivement de Counter-Strike.

### Les suites du jeu
Le succès de Counter-Strike 1.6 a poussé Valve Software à proposer des suites. La première à voir le jour fut une version Xbox de Counter-Strike, sortie le 5 décembre 2003, et en tout point identique à la version Windows. La qualité graphique est la même, malgré les capacités technologiques de la console bien plus poussées que celle des ordinateurs personnels de 1999. De plus, le gameplay souffre du passage à la manette de jeu, alors que l'ensemble clavier / souris convient parfaitement à ce type de jeu. L'éditeur a ajouté au jeu un mode solo, mais l'intelligence artificielle des bots ne suffit pas à procurer un plaisir de jeu suffisant. Enfin, le titre dispose également de son mode multijoueur, jouable jusqu’à 16 via le Xbox Live payant. Cependant, la presse n'est pas unanime : Gamekult donne 5/10 au jeu et le magazine Gaming lui attribue 4/10, alors que le magazine Joypad et Jeux vidéo Magazine le notent respectivement 7/10 et 14/20.
À la suite de ce jeu, Valve Software entreprit de réaliser un nouvel opus sur PC, du nom de Counter-Strike: Condition Zero (ou CS:CZ). L'éditeur souhaitait clairement fournir aux joueurs un mode solo digne de leur jeu phare, avec un scénario et un intérêt réel. Ils firent appel à plusieurs studio de développements, jusqu’à en trouver un jugé satisfaisant pour finir le travail. Car le contenu commencé par le premier studio, Rogue Entertainment, passa ensuite dans les mains du deuxième, Gearbox Software, qui y ajoutèrent des choses, puis au troisième studio, Ritual Entertainment, qui y ajoutèrent également des choses, pour enfin arriver jusqu'au quatrième et dernier studio, Turtle Rock Studios. Ainsi, sa sortie était initialement annoncée pour l'été 2002, mais elle a été repoussée à de nombreuses reprises, et le jeu sortit finalement le 26 mars 2004. Le jeu propose donc un mode solo dans lequel le joueur tient le rôle d'un antiterroriste, accompagné de quatre coéquipiers, où le but est d'accomplir certains objectifs, face à cinq terroristes, sur les cartes issues de Counter-Strike 1.6. L'intelligence artificielle est cette fois-ci efficace. Il s'accompagne de quelques nouvelles armes (lance-roquettes, cocktail Molotov…) et de dizaines de nouvelles skins. Le mode multijoueur quant à lui est la copie conforme du jeu original. Le moteur GoldSource est daté, et les graphismes du jeu sont donc sans surprises dépassés, et très en dessous des jeux actuels au moment de sa sortie. Excepté Gen4 et son 90 %, la presse est d'accord sur la valeur du jeu : Gamekult et Canard PC lui attribuent un 4/10, et Jeux vidéo Magazine un 12/20. Le jeu coûte aujourd'hui 10 euros avec Counter-Strike 1.6.
Troisième à la suite de ce jeu, Counter-Strike: Source (ou CS:S), sorti le 7 octobre 2004. Le jeu est basé sur le moteur de jeu Source engine de Half-Life 2. Les graphismes (textures, niveaux de détail…) ont été notablement améliorés, ainsi que les interactions avec les objets, grâce au moteur physique. Le jeu gagne ainsi en réalisme et est du même niveau graphique que les productions actuelles lors de sa sortie. Le fonctionnement du jeu a été modifié mais reste fondamentalement très proche des versions précédentes. Il est vendu conjointement avec le jeu Half-Life 2, mais aussi dans une version stand-alone, vendue avec Half-Life 2: Deathmatch et Day of Defeat: Source pour 30 euros. Malgré les changements apparents, cette nouvelle version ne remplace pas l'ancien Counter-Strike. Cette suite est d'ailleurs boudée de nombreux joueurs se plaignant de la nécessité d'avoir une bonne configuration pour y jouer. Certains joueurs trouvent également que le jeu, au profit de ses graphismes, a perdu son gameplay et le plaisir de jeu qui en découlait. Face à cette critique, un autre jeu en cours de développement, CS Promod, promet le gameplay de Counter-Strike 1.6 tout en conservant le moteur graphique de Counter-Strike: Source. Ce public mécontent se ressent également dans les statistiques, puisque le jeu original détient toujours 40 % des parts de joueurs de jeu de tir à la première personne en ligne, suivi de CS: Source avec 29 %. La presse, quant à elle, apprécie le jeu : Joystick le note 7/10 et ActuJeuxPC.net lui donne un 14/20.
Une quatrième suite sort le 21 août 2012, ayant pour nom Counter-Strike: Global Offensive. Une version jouable bêta en était sortie en novembre 2011 et les remontées avaient été positives.
Counter-Strike Nexon: Zombies est un MMOFPS free to play offrant un PvP compétitif et de l’action PvE, qui regroupe tout le contenu du Counter-Strike original ainsi que de nouveaux modes de jeu, cartes, armes et hordes de Zombies.

## Autour du jeu

### Publicité dans le jeu
Depuis début 2007, affichant une audience de 5 milliards de minutes de jeu par mois, soit plus que certaines émissions télévisées, des réclames dynamiques apparaissent sur les cartes de jeu de Counter-Strike, incorporées au décor telles de vrais affiches publicitaires. Ces réclames sont à la charge de la société IGA Worldwide, avec laquelle Valve Software a signé un contrat fin 2006, et qui s'occupe également de la publicité dans Battlefield 2142. Le principe de ces « affiches » dynamiques est qu'elles peuvent être remplacées à n'importe quel moment, puisque les parties du jeu, hébergées sur des serveurs, se déroulent sur Internet. Elles changent ainsi régulièrement, et s'adaptent au public visé (les publicités seront en français si Steam est configuré ainsi). Imposées aux joueurs, ces réclames ont soulevé de vives réactions, se témoignant notamment sous forme de pétitions en ligne ou de messages de mécontentement sur les forums officiels. Mais ces publicités étant plutôt discrètes, et ne vantant que des produits et services liés au jeu vidéo (tel que le jeu Portal de Valve ou la Cyberathlete Professional League), une majorité de joueurs ne s'en préoccupe pas réellement.

### Programmes tiers
Grande communauté oblige, de nombreux programmes tiers ont vu le jour. Ainsi, bien que Counter-Strike se joue principalement en réseau et à plusieurs, des programmes d'intelligence artificielle — des bots — ont été développés pour simuler le comportement de joueurs et permettent ainsi de jouer seul. Les développeurs de ces programmes s'appuient sur des algorithmes perfectionnés tels que les réseaux de neurones. Malheureusement, ces bots ne représentent tactiquement (et surtout stratégiquement) qu'un faible intérêt. En revanche, ils peuvent s'avérer être un bon entraînement pour un débutant.
Il existe également des programmes hors charte, comme les cheats. Ce sont des programmes externes ayant pour but de donner au joueur un avantage que les autres n'ont pas, le plus souvent d'une manière non prévue par le jeu original. Ces programmes permettent de voir à travers les murs (wallhack), de viser directement la tête (aimbot), de courir plus vite (speedhack), de voir les adversaires sur le radar (radarhack) et d'afficher diverses informations sur ses ennemis (ESP hacks), tels que leur nom, leurs armes, leur distance, s'ils rechargent, etc. Valve a mis en place une protection qui se nomme VAC (Valve Anti-Cheat) qui permet de bannir les joueurs utilisant des cheats, détectable sur Half-Life et ses mods. Des mises à jour sont faites par Valve pour empêcher le fonctionnement des cheats, mais ceux-ci sont très souvent reprogrammés.
Derniers types de programmes, ceux destinés à l'amélioration des serveurs de jeu. Ils améliorent l'administration d'un serveur et le gameplay par l'ajout de son, de statistiques en temps réel et de configurations pour les tournois. AMX est l'un des systèmes les plus populaires grâce à de nombreux plugins  facilitant la gestion du serveur, des statistiques et des modes de jeu.
Un clone du jeu appelé Counter-Strike 2D développé par Unreal Software dans un style 2D pixel art sort en mars 2004.